# أنشوفة (جنس)
الأنشوفة أو الأنشوجة أو البَلَم (الاسم العلمي: Anchoa) هي جنس من الأسماك تتبع الفصيلة البلمية من رتبة الصابوغيات.

## وصفها
هي سمكة صغير خضراء اللون مع انعكاسات زرقاء بسبب شريط فضي يمتد من قاعدة الزعنفة الذيلية ويتراوح طولها بين 2 سم إلى 40 سم
الانشوجة أو الأنشوفة سمك يستخدم طعامًا وهو شبيه بسمك الرنجة. تُستخدم أسماك الأنشوفة في السَّلطة والبيتزا والحساء وغالبًا ما يتم تعليبها وتجفيفها وتصنيعها في نوع من العجينة. ويأكل بعض الناس هذه الأسماك وهي مطبوخة طازجة.وتحتوي هذه الأسماك على لحم زيتي وطريِّ. ويبلغ طول معظم هذه الأسماك أقل من 10سم، ويوجد لهذه الأسماك عيون كبيرة وأنف طويل بارز بشكل واضح إلى ما بعد فكها السفلي. ولون سمك الأنشوفة فضي من الناحية السُفلى وأخضر أو أزرق من ناحية الظهر.
يسبح سمك الأنشوفة في جماعات كبيرة، وتعيش معظم هذه الأسماك في مياه ساحلية ضحلة، في المناطق المدارية الدافئة. ويتم صيد أعداد هائلة من هذا السمك في البحر الأبيض المتوسط وعلى طول ساحل بيرو في أمريكا الجنوبية. ويُدعى السمك الذي يتم صيده على ساحل بيرو من هذا النوع من الأنشوفة باسم الأنسوفيتا.
الأنشوجة سمكة صغيرة خضراء مع انعكاسات زرقاء بسبب شريط طولي فضي اللون يمتد من قاعدة زعنفة الذيل. تتراوح ما بين 2 سم إلى 40 سنتيمترا طول للسمك البالغ،
و يتغير شكل السمكة ليصبح أكثر نحولا للأسماك الشمالية وسمك الأنشوجة يأكل العوالق.
وهناك أماكن في العالم تحظى فيها الانشوجة بمكانة كبيرة، ومن بين هذه الاماكن البحر الأبيض المتوسط. فهذه السمكة الصغيرة التي يتم عادة تحليلها وحفظها في الزيت، تتمتع بشعبية كبيرة في كل القارات.
والذين يحبون هذا النوع من السمك، يعتبرون مذاقها القوي ميزة.
وتحتاج الانشوجة المملحة إلى نقعها وازالة الشوك منها، ومن المفضل إضافة زيت الزيتون إليها قبل استخدامها، 

## المعلومات الغذائية
يحتوي كل 100غ من الأنشوفة النيء، بحسب وزارة الزراعة الأميركية على المعلومات الغذائية التالية :
- السعرات الحرارية: 131 كالوري
- الدهون: 4.84 غ
- الدهون المشبعة: 1.28 غ
- الكاربوهيدرات: 0 غ
- الألياف: 0 غ
- البروتينات: 20.35 غ
- الرماد: 1.44 غ
- الكولسترول: 60 مغ

## أنواع الأنشوفة
- أنشوفة المحيط الهادئ
- أنشوفة ايجنمانية
- أنشوفة برمودا
- أنشوفة بليزية
- أنشوفة بنامية
- أنشوفة بنامية كاذبة
- أنشوفة ترينيدادية
- أنشوفة ثلاثية الألوان
- أنشوفة حاملة الخيوط
- أنشوفة رفيعة الخيوط
- أنشوفة ريغانية
- أنشوفة سائبة الحراشف
- أنشوفة ستاركس
- أنشوفة سكوفيلدية
- أنشوفة شوكية
- أنشوفة صافية
- أنشوفة صدرية
- أنشوفة صغيرة
- أنشوفة عريضة الخيوط
- أنشوفة قصيرة
- أنشوفة كبيرة العين
- أنشوفة كوبية
- أنشوفة مارينية
- أنشوفة مضغوطة
- أنشوفة ميتشلية
- أنشوفة نحيلة
- أنشوفة هيلرية
- أنشوفة والكرية